# Нормальная подгруппа
Норма́льная подгру́ппа (также инвариа́нтная подгру́ппа или нормальный делитель) — подгруппа особого типа, левый и правый смежные классы по которой совпадают.
Такие группы важны, поскольку позволяют строить факторгруппу.

## Определения
Подгруппа {\displaystyle N} группы {\displaystyle G} называется нормальной, если она инвариантна относительно сопряжений, то есть для любого элемента {\displaystyle n} из {\displaystyle N} и любого {\displaystyle g} из {\displaystyle G} элемент {\displaystyle gng^{-1}} лежит в {\displaystyle N}:
{\displaystyle N\triangleleft G\,\iff \,\forall \,n\in N,\forall \ g\in G} {\displaystyle gng^{-1}\in {N}.}
Следующие условия нормальности подгруппы эквивалентны:
1. Для любого {\displaystyle g} из {\displaystyle G} {\displaystyle gNg^{-1}\subseteq N}.
2. Для любого {\displaystyle g} из {\displaystyle G} {\displaystyle gNg^{-1}=N}.
3. Множества левых и правых смежных классов {\displaystyle N} в {\displaystyle G} совпадают.
4. Для любого {\displaystyle g} из {\displaystyle G} {\displaystyle gN=Ng}.
5. {\displaystyle N} является объединением классов сопряжённых элементов.

Условие (1) логически слабее, чем (2), а условие (3) логически слабее, чем (4). Поэтому условия (1) и (3) часто используются при доказательстве нормальности подгруппы, а условия (2) и (4) используются для доказательства следствий нормальности.

## Примеры
- {\displaystyle \{e\}} и {\displaystyle G} — всегда нормальные подгруппы {\displaystyle G}. Они называются тривиальными. Если других нормальных подгрупп нет, то группа {\displaystyle G} называется простой.

- Центр группы — нормальная подгруппа.

- Коммутант группы — нормальная подгруппа.

- Любая характеристическая подгруппа нормальна, так как сопряжение — это всегда автоморфизм.

- Все подгруппы {\displaystyle N} абелевой группы {\displaystyle G} нормальны, так как {\displaystyle gN=Ng}. Неабелева группа, у которой любая подгруппа нормальна, называется гамильтоновой.

- Группа параллельных переносов в пространстве любой размерности — нормальная подгруппа евклидовой группы; например, в трёхмерном пространстве поворот, сдвиг и поворот в обратную сторону приводит к простому сдвигу.

- В группе кубика Рубика подгруппа, состоящая из операций, действующих только на угловые элементы, нормальна, так как никакое сопряжённое преобразование не заставит такую операцию действовать на краевой, а не угловой элемент. Напротив, подгруппа, состоящая лишь из поворотов верхней грани, не нормальна, так как сопряжения позволяют переместить части верхней грани вниз.

## Свойства
- Нормальность сохраняется при сюръективных гомоморфизмах и взятии обратных образов.
- Ядро гомоморфизма — нормальная подгруппа.
- Нормальность сохраняется при построении прямого произведения.
- Нормальная подгруппа нормальной подгруппы не обязана быть нормальной в группе, то есть нормальность не транзитивна. Однако характеристическая подгруппа нормальной подгруппы нормальна.
- Каждая подгруппа индекса 2 нормальна. Если {\displaystyle p} — наименьший простой делитель порядка {\displaystyle G}, то любая подгруппа индекса {\displaystyle p} нормальна.
- Если {\displaystyle N} — нормальная подгруппа в {\displaystyle G}, то на множестве левых (правых) смежных классов {\displaystyle G/N} можно ввести групповую структуру по правилу

{\displaystyle (g_{1}N)(g_{2}N)=(g_{1}g_{2})N}
Полученное множество называется факторгруппой {\displaystyle G} по {\displaystyle N}.
- {\displaystyle N} нормальна тогда и только тогда, когда она тривиально действует на левых смежных классах {\displaystyle G/N}.
- Каждая нормальная подгруппа является квазинормальной.

## Исторические факты
Эварист Галуа первым понял важность нормальных подгрупп.